# Na Ư
Na Ư là một xã thuộc huyện Điện Biên, tỉnh Điện Biên, Việt Nam.

## Địa lý
Xã Na Ư nằm ở phía tây nam của huyện Điện Biên, cách trung tâm huyện 36 km, có vị trí địa lý:
- Phía đông giáp xã Pom Lót và xã Hẹ Muông
- Phía tây giáp Lào
- Phía nam giáp xã Na Tông
- Phía bắc giáp xã Pa Thơm.

Xã Na Ư có diện tích 113,81 km², dân số năm 2022 là 1.836 người, mật độ dân số đạt 16 người/km².
Xã có 28,102 km đường biên giáp với Lào và có cửa khẩu Tây Trang.

## Hành chính
Xã Na Ư được chia thành 6 bản: Búng Bửa, Con Cang, Hủa Thanh, Ka Hâu, Na Lay, Nà Ư.

## Lịch sử
Năm 1953, xã Con Cang thuộc huyện Điện Biên, tỉnh Lai Châu.
Năm 1959, Uỷ ban Hành chính đổi tên xã Con Cang thành xã Na Ư với 5 bản: Bản Na Ư, Con Cang, Ca Hâu, Na Láy, Hua Thanh.